# USS Clark (DD-361)

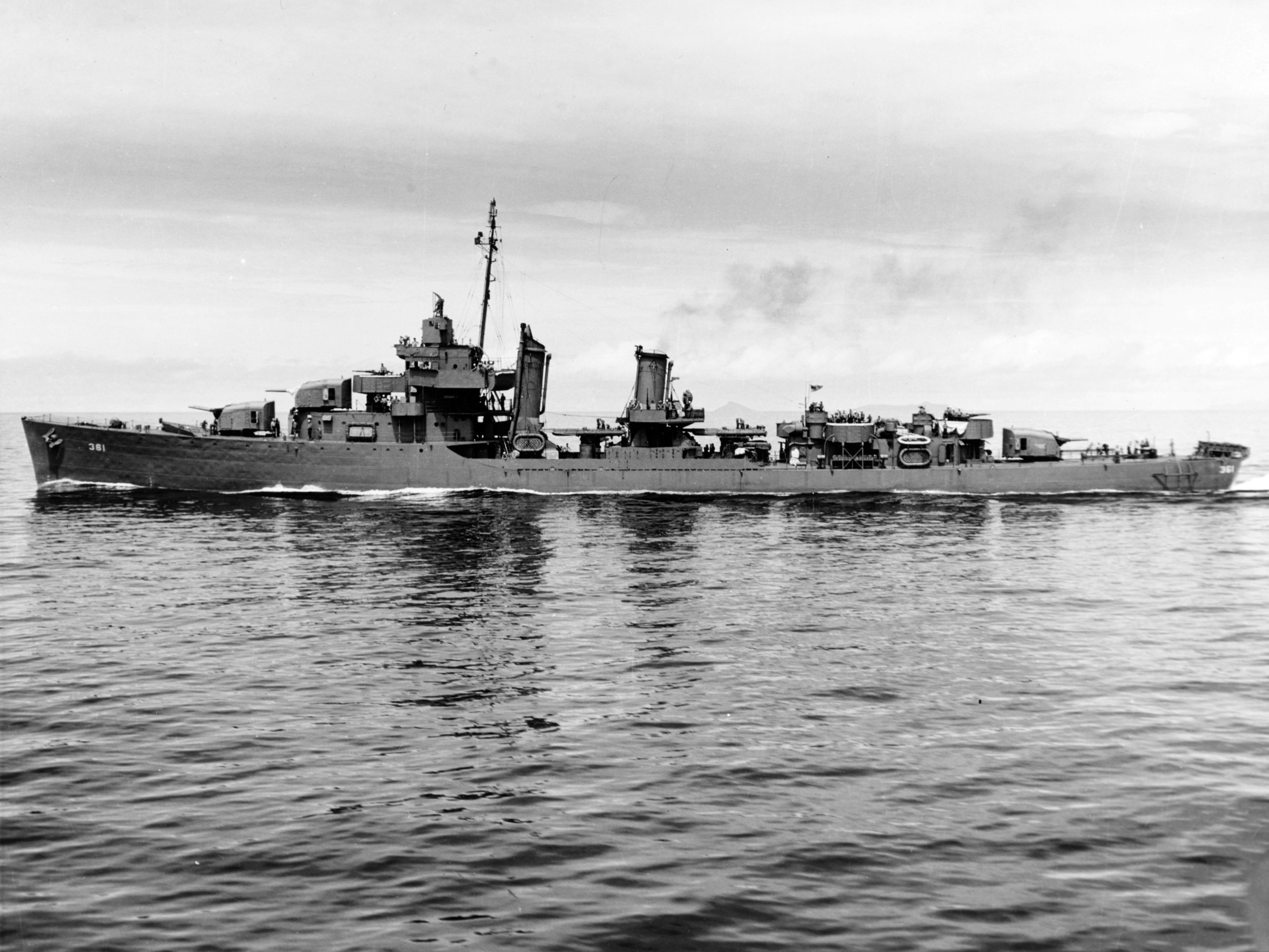
USS Clark (DD 361)

DD 361 Clark (Корабль соединённых штатов Кларк) — американский эсминец типа Porter.
Заложен на верфи Bethlehem Steel, Quincy 2 января 1934 года. Заводской номер 1452. Спущен 15 октября 1935 года, вступил в строй 20 мая 1936 года.
Выведен в резерв 23 октября 1945 года. Из состава ВМС США исключён 16 ноября 1945 года.
Продан и разобран на слом в 1946 году.